# Strafkolonie
Een strafkolonie is een kolonie waar een deel van de bevolking bestaat uit veroordeelden die daar bij wijze van straf onder bewaking verblijven. 
De recente geschiedenis heeft heel wat strafkolonies gekend als een vorm van kolonialisme. Ze waren gewoonlijk gevestigd in verafgelegen gebieden, vaak eilanden of plaatsen op een onbewoonde kust, en hadden een dubbel doel. Enerzijds het verwijderen van misdadigers en andere ongewenste elementen (zoals politieke tegenstanders) uit de beschaafde wereld en anderzijds de ontwikkeling van kolonies die door hun afstand of klimaat weinig aantrekkelijk waren voor gewone, vrijwillige kolonisten. 
Het regime van de gedeporteerden in de strafkolonie kon sterk verschillen, van een regelrecht gevangenisregime met dwangarbeid, tot een stelsel van relatieve vrijheid, waarbij de echte kolonisten zelf in hun onderhoud moesten voorzien. Ontsnappen was door de geografische omstandigheden vrijwel uitgesloten. Soms werden de gedeporteerden verplicht hun hele leven te verblijven in de strafkolonie, ook als ze hun straf hadden uitgezeten. 
In een ruimere betekenis wordt een gevangenis of strafkamp in een afgezonderd gebied wel een strafkolonie genoemd. 

## Enkele strafkolonies
Groot-Brittannië heeft in de achttiende eeuw verscheidene strafkolonies in Noord-Amerika gehad. Zo is Georgia als strafkolonie ontstaan. 
Het huidige Australië heeft zijn ontstaan te danken aan de strafkolonies die de Britten er sinds de achttiende eeuw hadden geïnstalleerd. De Australische staten New South Wales, Queensland en Tasmanië zijn als strafkolonies ontstaan. Tot ver in de 19de eeuw bestond het grootste deel van de bevolking uit gedeporteerden of hun afstammelingen. De deportaties werden in fases opgeheven van 1840 tot 1868. 
Frankrijk gebruikte sinds de negentiende eeuw twee afgelegen gebieden als strafkolonie. Nieuw-Caledonië raakte bekend als verbanningsoord van veroordeelde communards. De meest beruchte strafkolonie was echter in Frans-Guyana, die bestond van 1939. 
In Rusland werden grote delen van Siberië als strafkolonies gebruikt. Dit gebeurde sinds 1858 onder de tsaren (systeem van de katorga) en daarna onder de Sovjet-Unie (goelag).
Enkele van de Galapagoseilanden, namelijk  San Cristóbal en Isabela, werden door Ecuador als strafkolonie gebruikt.
De Chileense stad Punta Arenas aan de Straat Magellaan ontstond in 1848 als een strafkolonie.
In Nederland werden in de 19e eeuw door de Maatschappij van Weldadigheid in Willemsoord, Frederiksoord, Wilhelminaoord, Boschoord, Veenhuizen en Ommerschans landbouwkolonies opgericht om arme Nederlanders een nieuw bestaan te bieden. Gaandeweg werden hier ook bedelaars en landlopers ondergebracht. Deze groep werd in Veenhuizen gehuisvest in afzonderlijke gestichten en in Ommerschans in een voormalig fort. In 1859 kwamen deze inrichtingen onder overheidsregime.
Belgisch-Congo kende vanaf 1943 vier landbouwkolonies voor verwijderden (Colonies Agricoles pour Relégués Dangereux, of CARD).